# Roman Luknár
Roman Luknár (* 1. června 1965, Bratislava) je slovenský herec.

## Stručný životopis
První herecké zkušenosti získal v divadelním souboru. V roce 1987 absolvoval studium herectví na VŠMU v Bratislavě. Byl členem Divadla pro děti a mládež v Trnavě a Divadla Astorka Korzo ’90. Od roku 1991 žije a hraje ve Španělsku. S manželkou Lolou má dva syny – Lajka a Janka. Hrál v mnoha slovenských, českých, španělských a maďarských inscenacích, televizních a hraných filmech.
Za postavu Jakuba ve filmu Zahrada byl v roce 1996 nominován na Českého lva v kategorii „herec v hlavní mužské roli“.

## Filmografie
- 1985 Kára plná bolesti (voják)
- 1987 Pravidla kruhu (Vašek Hadraba)
- 1988 Štek (Švárny)
- 1989 Chodník přes Dunaj (Viktor Lesa)
- 1990 Let asfaltového holuba (Zdeno)
- 1994 Vášnivý polibek (Lajko)
- 1995 Zahrada (Jakub)
- 1996 A tiro limpio, r. Jesús Mora, Španělsko (Picas)
- 1996 Malena es un nombre de tango, r. Gerardo Herrero, Španělsko (Hristo)
- 1996 Menos que cero, r. Ernesto Tellería, Španělsko (Zarko)
- 1998 Un Buen novio, r. Jesús R. Delgado, Španělsko
- 2000 Jadvigin polštářek (Jadviga párnája), r. Krisztina Deák, Maďarsko (Franci)
- 2002 Guerreros / Warriors, r. Daniel Calparsoro, Španělsko
- 2002 Rencor / Rancour (Zloba), r. Miguel Albadejo, Španělsko (Román)
- 2003 Los Novios búlgaros / Bulgarian Lovers, r. Eloy de la Iglesia, Španělsko (Simeon)
- 2003 Pokrevní vztahy (Vlado)
- 2004 Duše jako kaviár (Petr)
- 2004 O dve slabiky pozadu
- 2006 Kráska v nesnázích (Jarda Čmolík)
- 2007 Medvídek (Roman)
- 2008 Karamazovi (režisér)
- 2008 Nestyda (syn Nory)
- 2009 Pokoj v duši (Štefan)
- 2009 Tango s komármi (Rudo Sklenka)
- 2010 Lidice (Vlček)
- 2011 Love (vyšetřovatel)
- 2013 České století (Marián Čalfa)
- 2019 Ordinace v růžové zahradě (Radovan Jošta)